# Hit Mania 2020
Hit Mania 2020 è una compilation invernale di artisti vari facente parte della serie Hit Mania, uscita nei negozi il 13 Dicembre 2019.
Sono presenti 4 CD + Rivista, tra questi troviamo il CD1: "Hit Mania 2020", CD2: "Hit Mania 2020 Club Version", CD3: "Reggaeton Mania #3" e il CD4: "EDM Electronic Dance Music #11".
Nonostante la buona riuscita, quest'edizione è stata oggetto di critiche per via della presenza ridotta di nomi di spicco e di hits del momento a favore di artisti e DJ emergenti con brani passati poco (e nella maggior parte dei casi mai) nelle radio, altre critiche le riceve il mixaggio delle canzoni per via delle distorsioni che si sentono durante i passaggi da un brano all'altro spesso anche sovrapponendoli tra essi.
Non è chiaro chi sia il DJ che ha mixato questa edizione in quanto sulla copertina principale sia riportato che ad averla mixata sia stato l'influencer Luigi Mastroianni ma sul CD fisico si legga "Selected & Mixed By Giulio" andando quindi a contraddirsi creando dei dubbi.
La copertina è stata curata e progettata da Gorial.

## Tracce CD1
1. Angelo Sika feat. Darie Lu - Arrhythmia (Radio Mix)
2. Jacopo Galeazzi - Everybody's Turning to It
3. Luigi Mastroianni feat. Fiammetta - Hot Stuff (Mastroianni Mix)
4. Jajo - I Remember Last Summer
5. Lorenz Koin feat. Norah B. - Summer Nights
6. Meseta feat. Olli Vincent - I Wanna Play
7. Devid Morrison feat. Indra Leòn - Phenomenal Surprise
8. Riquezza & Luka J Master feat. Ana Flora - Loka Da Vida
9. Dany Tee feat. Xent - I'll Meet You One Day
10. Noëp - FK This Up (Feat. Chinchilla)
11. Barbatuques - Baianà (Pablo Fierro Radio Edit)
12. Optimus feat. Angela Ruggiero - I Imagine
13. LP - Shaken
14. The Revangels - Quantic Love (Hm Version)
15. Burak Yeter - Friday Night
16. Danti - Tu e D'io (feat. Nina Zilli & J-Ax)
17. Parah Dice - Hot
18. Fiammetta feat. RuggiX - Te Quiero Maldito
19. James Blunt - Cold
20. Slatko - Superfly
21. Benji & Fede - Sale (feat. Shari)
22. Max Pezzali - In Questa Città
23. Shockmc&Dickydog - Double Trouble (Tommybe&Sacca Version)
24. Giulia Penna - Zero Favole

## Tracce CD2
1. Moda Phun - When The Sun Is Rising
2. Tore DJ-Exsperience - The Party
3. DXP vs Cicco DJ - Don’t Touch My Life (feat. Olesia)
4. DJ Jay - You Did On Night
5. Kayra - Diablo
6. DJ Jajo - We're Going Down
7. Salo - Irisch Party
8. Marcozzi - Our Way (Radio Mix) (feat. Puro Beat)
9. ML Deejay - Who You Are (feat. Dorisday)
10. Azora Rais - For Real (feat. Nivyve)
11. The Houser - Hype
12. Mat, Andrea Esse & Marco Ferretti - Tonight
13. Simone Rossi - Can You Feel It (feat. Nathan Brumley)
14. Zeroone - Tu Abuela
15. Fonzie Ciaco - Ehy You (feat. Dorisday) (Radio Mix)
16. Zeroone - Stop
17. Mc Groove vs Fabio D'andrea & Enrico Vicinanza - Honey
18. Coppola - Secretly (2020 Version)
19. Mc Groove Vs Cicco DJ - So Fine
20. DJ Skipper - Another One
21. DJ Mirko B. & G-Saint - No Pierdas Tiempo

## Curiosità
Come successo nell'inverno del 2002 e 2003, la copertina di Hit Mania 2020 non assumerà temi invernali, essa è a tema spaziale e rappresenta un uomo in tuta sulla Luna che piazza a terra una bandiera con il logo di Hit Mania, molto probabilmente essendo uscito l'album alla fine del 2019, si tratta di un tributo ai 50 anni dello sbarco del primo uomo sulla Luna.